# Centro (São José do Rio Preto)

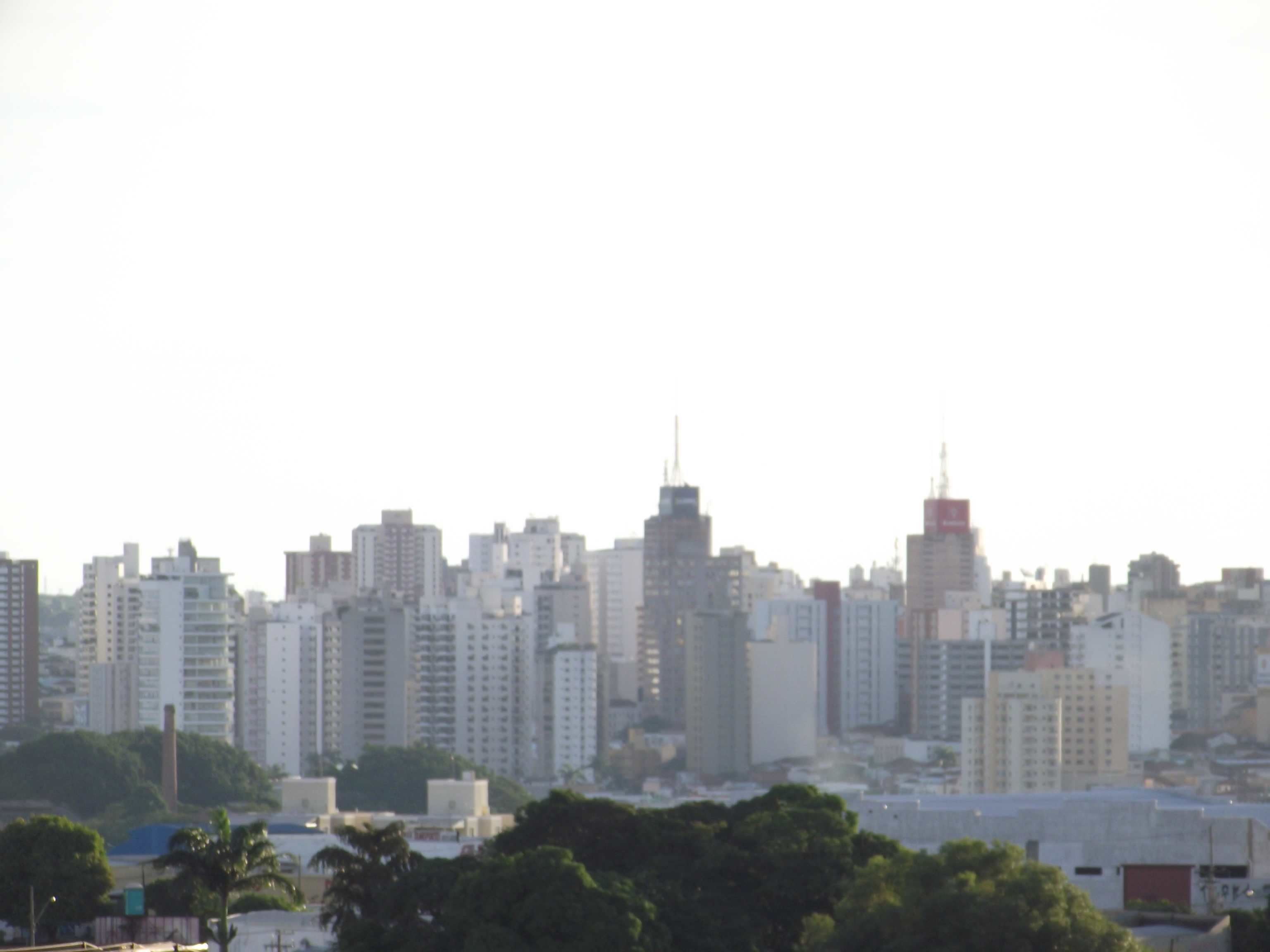
Centro de São José do Rio Preto

O centro de São José do Rio Preto é o distrito financeiro, comercial e de serviços da cidade. O marco zero se localiza na Catedral da cidade, a Catedral de São José.
A área formada pelo Centro, Redentora e Vila Imperial possui cerca de 16 mil habitantes.

## História

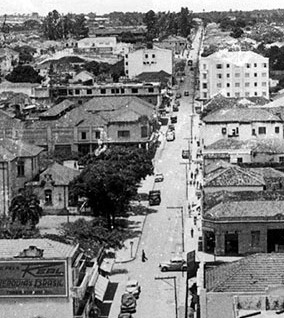
Vista do centro de Rio Preto na década de 1940.

A história começa em 19 de março de 1852, data da fundação de São José do Rio Preto. O centro foi a primeira localidade estabelecida do município, onde começou a cidade. A Catedral de São José, localizada entre as praças D. José Marcondes e Ruy Barbosa, é o marco zero da cidade.
O centro passou por uma reformulação na década de 1950, coordenada pelo prefeito Alberto Andaló, com a construção da galeria Bassitt, da sede da Rádio Independência, a construção de novas ruas, praças e edifícios. 
Na década de 1970 parte do centro virou um calçadão publico. Em 1973 a Igreja matriz foi demolida, dando lugar a Catedral atual. Em 1980 foi concluída a atual Biblioteca municipal, localizada na Praça Cívica as margens do Rio Preto.

## Características
O centro de São José do Rio Preto se localiza entre as ruas Pedro Amaral e Independência e as avenidas Alberto Andaló e Bady Bassitt.
Possui a maioria das agências bancárias da cidade e uma grande concentração de comércio, serviços e opções de cultura.

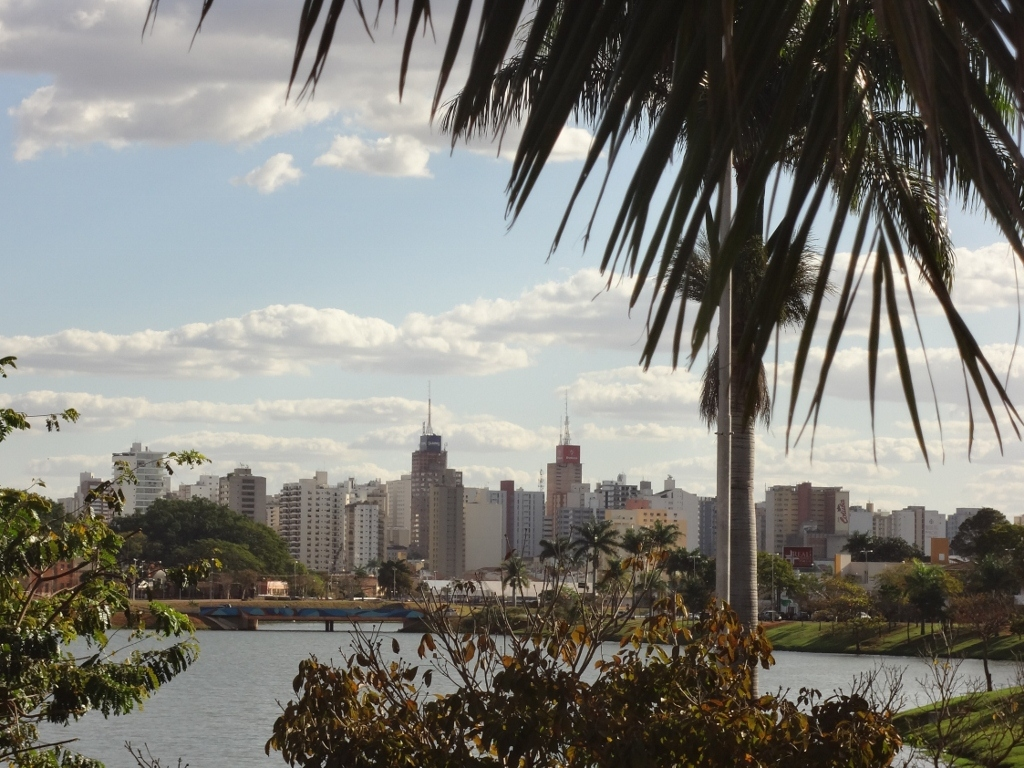
Visão do centro pela Represa de Rio Preto.

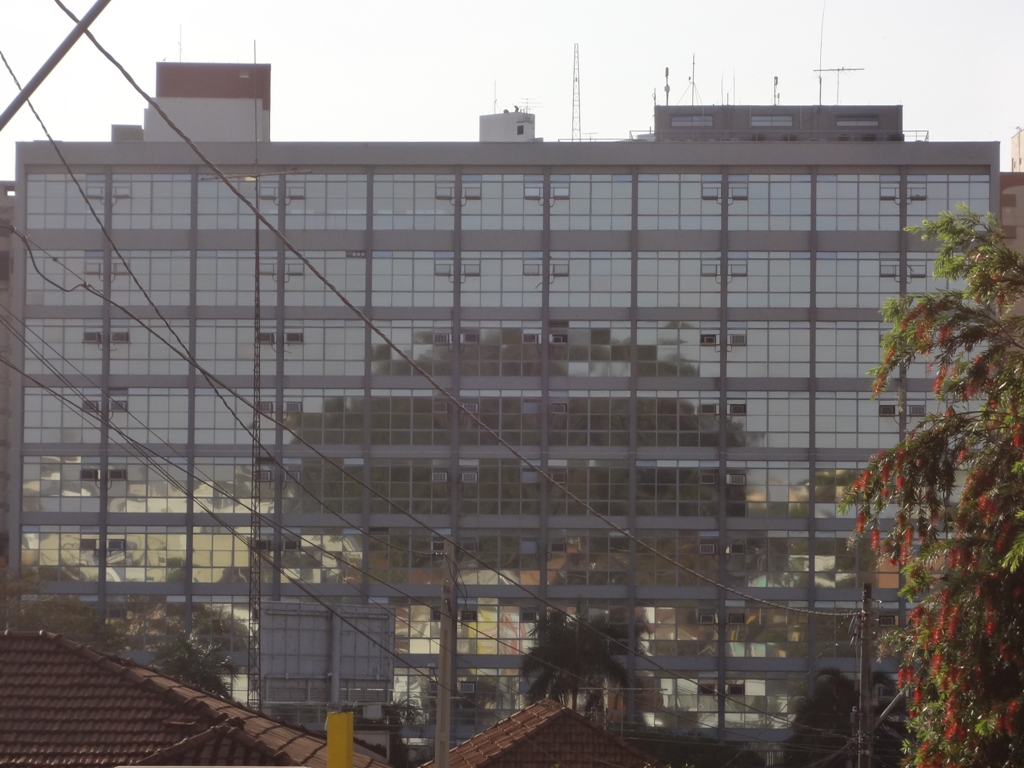
Prefeitura de São José do Rio Preto.

Tem concentração de edifícios, a maioria residenciais construídos na década de 1970. O edifício mais alto é a Garagem Automática Curti, garagem vertical.

### Principais edificações
- Fórum Municipal
- Estação Ferroviária da EFA
- Rodoviária Municipal e Intermunicipal
- Sé Catedral de São José
- Praça Shopping
- Hotel São Paulo
- Galeria Bassitt
- Biblioteca Pública Municipal "Dr. Fernando Costa"

### Pricipais vias
- Avenida Alberto Andaló
- Avenida Bady Bassitt
- Rua Bernardino de Campos
- Rua General Glicério
- Rua Voluntários de São Paulo
- Viaduto Lins Abreu Sodré